# 松木平站

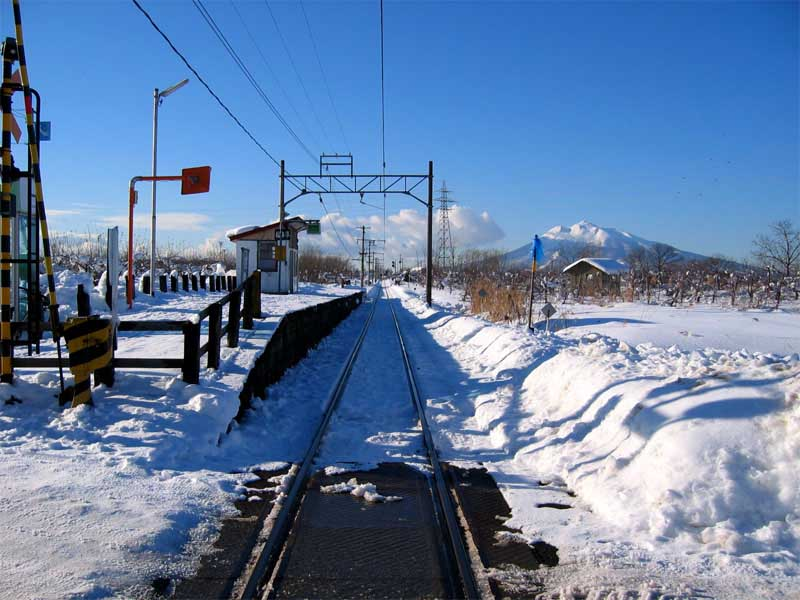
雪中的松木平站。右邊為岩木山。

松木平站（日语：／ Matsukitai eki */?）是位於青森縣弘前市大字小栗山長田31番3號，弘南鐵道的大鰐線車站。車站編號為KW 07。雖然車站名稱為松木平，但是車站地址是小栗山。
根據「2022年國土數值情報」顯示，本站與鄰站小栗山站同為弘南鐵道所有車站中使用量第二最少，每天平均乘降人數只有7人。車站北端及東端皆為農地，只有南端才有較為稀疏的民居。

## 車站構造
車站入口設於縣道128號上，採用簡易車站模式運作，沒有站房。只在月台上設有候車室，另在出口入口旁邊放置了一部投幣式電話亭。

### 月台配置
設有側式月台1個，有別於一般月台以鋼架及水泥板所搭成，本站整個月台的基座均是以石塊所砌成，並且採用無障礙斜道。不過，除了候車室和站牌外，便再沒有其他的月台設備。列車靠站時，往大鰐方向為右側上落；往弘前方向為左側上落。
| 路線   | 方向 | 前往         |
| ------ | ---- | ------------ |
| 大鰐線 | 下行 | 中央弘前方向 |
| 大鰐線 | 上行 | 大鰐方向     |

## 使用狀況
| 1日上落車人次 | 1日上落車人次 |
| 年度          | 1日平均人次   |
| ------------- | ------------- |
| 2011年        | 33            |
| 2012年        | 29            |
| 2013年        | 29            |
| 2014年        | 25            |
| 2015年        | 26            |
| 2016年        | 29            |
| 2017年        | 40            |
| 2018年        | 16            |
| 2019年        | 10            |
| 2020年        | 15            |
| 2021年        | 15            |
| 2022年        | 7             |

## 歷史
- 1952年1月26日：弘前電氣鐵道（日语：弘前電気鉄道）車站啟用。
- 1970年10月1日：弘前電氣鐵道轉讓至弘南鐵道，成為弘南鐵道大鰐線車站。
- 2020年10月10日：加入車站編號[3][4][5]。

## 相鄰車站
弘南鐵道
大鰐線
津輕大澤（KW 08）－松木平（KW 07）－小栗山（KW 06）

## 外部連結
- 松木平站（日語） （各站資訊） - 弘南鐵道